# Down to Earth (1947)
Down to Earth (bra: Quando os Deuses Amam; prt: A Deusa Desceu à Terra) é uma comédia e romântico-musical de 1947 estrelada por Rita Hayworth e Larry Parks, e dirigida por Alexander Hall. É uma sequencia do filme de 1941 Here Comes Mr. Jordan, também dirigido por Hall. 

## Sinopse
Terpsícore (Rita Hayworth), a musa grega da dança, vem à Terra participar de um musical da Broadway sobre as nove musas.

## Elenco
- Rita Hayworth .... Terpsícore / Kitty Pendleton
- Roland Culver .... Mr. Jordan
- James Gleason .... Max Corkle
- Edward Everett Horton .... Mensageiro 7013
- Dorothy Hart ..... A nova Terpsícore
- James Burke .... Det. Kelly